# باشگاه والیبال فولاد سیرجان ایرانیان
باشگاه والیبال فولاد سیرجان ایرانیان یک باشگاه والیبال در شهر سیرجان، ایران است. این تیم هم‌اکنون در لیگ برتر والیبال ایران بازی می‌کند.

## تاریخچه باشگاه
باشگاه فولاد که سال ۱۳۹۶ با اسم گل گهر سیرجان فاتح لیگ دسته یک شد و راهی لیگ برتر (سوپر لیگ) شد (سهمیه لیگ برتر فولاد سیرجان ایرانیان می‌باشد). لیگ والیبال سال ۱۳۹۷ را با محمدرضا دامغانی به کاپیتانی مهدی مهدوی شروع کرد که در پایان گروه رده‌بندی چهارم و با پیام مشهد هم بازی شد که در بازی رفت باخت که با مصدوم شدن مهدی مهدوی همراه بود و در بازی برگشت هم نتوانست جبران کند. این تیم با داشتن بهترین بازیکن لیگ صابر کاظمی در سال۱۳۹۹ فاتح لیگ برتر ایران شد و در سال۱۴۰۰ فاتح لیگ قهرمانان والیبال آسیا شود. در اردیبهشت ماه ۱۴۰۱، آقای دکتر محمدرضا امانی لری از مدیران ارشد صنعتی کشور به سمت مدیر باشگاه فرهنگی ورزشی فولاد سیرجان ایرانیان منصوب شد.

## قهرمانی باشگاه‌های آسیا
تیم والیبال فولاد سیرجان در جام باشگاه‌های والیبال ۲۰۲۱ آسیا در تایلند عملکرد خوبی داشت و توانست با نتیجه ۳ بر ۱ حریف خود که تیم العربی قطر بود را شکست دهد و عنوان قهرمانی این جام را کسب کند و به جام باشگاه‌های والیبال جهان راه یابد. این تیم همچنین در سال ۲۰۲۴ با پیروزی در فینال در مقابل شهداب یزد دیگر نماینده ایران در این مسابقات به دومین قهرمانی خود در آسیا دست یافت.

## جام باشگاه‌های والیبال جهان
- تیم والیبال فولاد سیرجان ایرانیان در سال ۲۰۲۴ موفق شد با شکست تیم لوبه در دیدار رده‌بندی در جایگاه سوم رقابت‌های جام باشگاه‌های والیبال جهان قرار گیرد.

## قهرمانی لیگ برتر
- تیم والیبال فولاد سیرجان ایرانیان در سال ۹۹ توانست با شکست شهرداری ارومیه در دیدار نهایی لیگ برتر والیبال ایران به مقام قهرمانی این رقابت‌ها دست پیدا کند و جواز صعود به جام باشگاه‌های آسیا را نیز کسب کرد.[۱]
- تیم والیبال فولاد سیرجان ایرانیان در فصل ۱۴۰۲ نیز با برتری در هر دو دیدار نهایی مقابل تیم شهداب یزد، قهرمان لیگ برتر والیبال ایران شد و به جام باشگاه‌های آسیا راه پیدا کرد.[۲]
- تیم والیبال فولاد سیرجان ایرانیان در فصل ۱۴۰۳ نیز با برتری در دو دیدار از سه دیدار نهایی مقابل تیم شهداب یزد، قهرمان لیگ برتر والیبال ایران شد و به جام باشگاه‌های آسیا راه پیدا کرد.

## بازیکنان
| نام و نام خانوادگی  | شماره پیراهن | سهمیه     | پست بازی           |
| ------------------- | ------------ | --------- | ------------------ |
| امیر کرمی           | ۱            | بزرگسالان | قطر پاسور          |
| اشکان حقدوست        | ۳            | بزرگسالان | پاسور              |
| عباس زارعی طالبی    | ۴            | بزرگسالان | پاسور              |
| مهدی محبوبی‌زاده     | ۵            | امید      | سرعتی              |
| محمد موسوی          | ۶            | بزرگسالان | سرعتی              |
| اسماعیل مسافر       | ۷            | بزرگسالان | دریافت کننده قدرتی |
| احمدرضا شهسواری‌نژاد | ۸            | بزرگسالان | لیبرو              |
| علیرضا عبدالحمیدی   | ۱۱           | بزرگسالان | دریافت کننده قدرتی |
| مجتبی میرزاجان‌پور   | ۱۲           | بزرگسالان | دریافت کننده قدرتی |
| علی رمضانی          | ۱۳           | بزرگسالان | پاسور              |
| امین خواجه خلیلی    | ۱۵           | بزرگسالان | دریافت کننده قدرتی |
| علی حاجی‌پور         | ۱۷           | بزرگسالان | قطر پاسور          |
| مهدی مرندی          | ۱۹           | بزرگسالان | لیبرو              |
| آرمین قلیچ‌نیازی     | ۲۰           | جوانان    | سرعتی              |
| امیرطاها قاسمی‌نژاد  | ۲۱           | نوجوانان  | لیبرو              |
| محمد ولی‌زاده        | ۲۷           | بزرگسالان | سرعتی              |

## کادر فنی
- محمدرضا شریف‌پور (سرپرست)
- بهروز عطایی (سرمربی)
- مهران زارع، رضا قاسمی‌نژاد، حمید قاسمی‌نژاد و مرتضی کاظمی (کمک مربیان)
- حمید امرایی (فیزوتراپ)
- حسین خوریانی (آنالیزور)
- رضا قلی‌پور (پزشک)